# 시냐 (이탈리아)
시냐(이탈리아어: Signa)는 이탈리아 토스카나주 피렌체현에 있는 코무네다. 피렌체에서 서쪽으로 약 12km 정도 떨어진 곳에 위치한다.